# Dworek Opartowo
Dworek Opartowo – zabytkowy dwór w Rajgrodzie. Mieści się w Opartowie nad Jeziorem Rajgrodzkim.
Został zbudowany pod koniec XIX wieku. W 1986 zespół dworski wraz z parkiem, czworakiem, stodołą i oborą został wpisany do rejestru zabytków.